# Montgomery Herschowitch
Montgomery Hart „Moe” Herschowitch (ur. 27 października 1896, zm. 21 lipca 1969) – kanadyjski bokser wagi średniej, olimpijczyk.
W 1920 roku na Letnich Igrzyskach Olimpijskich w Antwerpii zdobył brązowy medal.